# Stazione di Ponti
Stazione di Ponti vasútállomás Olaszországban, Ponti településen.

## Vasútvonalak
Az állomást az alábbi vasútvonalak érintik:
- Alessandria–San Giuseppe di Cairo-vasútvonal

## Kapcsolódó állomások
A vasútállomáshoz az alábbi állomások vannak a legközelebb:
- Stazione di Montechiaro-Denice
- Stazione di Bistagno